# به فلباس بیندیش
به فلباس بیندیش (انگلیسی: Consider Phlebas)، کتابی است با محتوای اپرای فضایی که اولین بار در سال ۱۹۸۷ میلادی به دست یان بنکس، نویسنده اسکاتلاندی نوشته شد و به چاپ رسید. این کتاب اولین جلد از مجموعه کالچر است که درباره یک جامعه پساکمیابی به نام کالچر است. داستان این جلد در دوران جنگ ایدیران-کالچر می‌گذرد و قهرمان اصلی داستان، فردی با نام بورا هورزا گوبوچول است.
این کتاب، اولین رمان علمی-تخیلی بنکس است و عنوانش از یکی از بندهای شعر سرزمین هرز نوشته تی. اس. الیوت گرفته شده‌است. رمان رو به سوی باد از مجموعه کالچر را می‌توان دنباله داستان فعلی دانست.

## داستان
حکومتی به نام کالچر بر بخش زیادی از انسان‌های موجود در جهان (نزدیک به ۱۸ تریلیون نفر جمعیت و صدها سیاره مسکونی) حاکم است. این حکومت از نزدیک به یک دهه پیش، پس از رد درخواست‌های ایدیران‌ها، درگیر جنگی بی‌رحمانه با آنها شده‌است. جنگی که تقریبا همه، پایان آنرا با شکستِ قطعی و زودهنگام کالچر پیش‌بینی کرده‌بودند. ایدیرانی‌ها، یکی از گونه‌های موجودات هوشمندند که از چندده‌هزار سال پیش، دینی را برگزیده‌اند که بر مبنای عقلانیت و طبقه‌بندی موجودات جهان در نظام هستی است. آنها خود را ماموران جهادی مقدس می‌دانند که بر پایه آن هر موجودی باید در جای درست خود نشانده شود. آنهانبردهای بی‌شماری در گذشته داشته‌اند، ده‌ها گونه هوشمند را منقرض کرده و بسیاری دیگر را با زور، در بند قوانین خود نگاه داشته‌اند.
داستان از جایی شروع می‌شود که یک کارخانه اتوماتیک ساخت سفینه‌های کالچر، در آخرین لحظات پیش از نابودی به دست دشمن، سفینه‌ای را سرهم کرده تا آخرین هوش مصنوعی‌اش (مایند) را از مهلکه فراری دهد. مایندها، اساس ساختار حکومتی کالچر را تشکیل می‌دهند، ابرکامپیوترهایی با هوش مصنوعی که احساس، عاطفه و در عین حال خرد والایی دارند و تمامی ارکان حکومتی، تولیدی و خدماتی به دست آنها اداره می‌شود. آنها غریزه حفظ بقا هم دارند و همین غریزه باعث می‌شود که مایند فراری داده‌شده، پیش از نابودی سفینه‌اش در یک تعقیب‌وگریز، معادلات فضاوزمان را به گونه‌ای بی‌سابقه در هم بشکند و به بخشی از سیاره‌ای با نام شار که در نزدیکی مسیرش بوده پناه ببرد. سیاره‌ای خالی از سکنه که بدست نیروی مرموز بیگانگانی ناشناخته محافظت می‌شود و تنها یک پست دیده‌بانی چهارنفره از چنجرها در آن قرار دارد؛ گونه‌ای از انسان‌ها که می‌توانند بخش‌هایی از بدن خود را تغییر داده و ظاهرخود را تغییر دهند.
اکنون، ایدیران‌ها از یک چنجر خود با نام هورزا که در بخشی از نیروهای اطلاعاتیشان مشغول به کار است می‌خواهند که در جستجوی مایند به سیاره برود. در حین انتقال، سفینه ایدیران حامل هورزا مورد حمله قرار گرفته و هورزا پس از فرار، بدست خدمه سفینه‌ای از راهزنان فضایی نجات پیدا می‌کند و با آنها همراه می‌شود تا در زمانی مناسب به انجام ماموریتش بپردازد.